# Apollo 12
L'Apollo 12 va ser la sisena missió tripulada del programa Apollo de la NASA, i la segona en allunar a la Lluna. Llançada uns mesos després de l'Apollo 11, l'Apollo 12 va efectuar un allunatge a l'Oceanus Procellarum, molt a prop de la sonda nord-americana Surveyor 3, posada a la Lluna des de l'abril de 1967. Els astronautes van endur-se algunes peces d'aquesta sonda cap a la Terra per al seu estudi, entre elles la càmera fotogràfica. Es va posar en marxa el 14 de novembre de 1969 des de Kennedy Space Center, Florida, quatre mesos després de l'Apollo 11. El comandant de missió fou Charles «Pete» Conrad i el Pilot del Mòdul Lunar Alan L. Bean van realitzar poc més d'un dia i set hores d'activitat en superfície lunar mentre que el Pilot del Mòdul de Comandament Richard F. Gordon es va mantenir en òrbita. El lloc d'aterratge de la missió es troba a la part sud-est de Oceanus Procellarum.
A diferència del primer aterratge de l'Apollo 11, Conrad i Bean van aconseguir un aterratge precís en la seva ubicació esperada, el lloc on estava la sonda no tripulada Surveyor 3, que havia aterrat el 20 d'abril de 1967. Van portar la primera càmera de televisió en color a la superfície lunar en un vol Apollo, però la transmissió es va perdre després que Bean hagués destruït accidentalment la càmera apuntant al Sol. En un dels dos passeigs lunars, van visitar la Surveyor i van extreure'n algunes parts per a retornar-les a la Terra. La missió va acabar el 24 de novembre amb un amaratge reeixit.

## Tripulació
| Posició                   | Astronauta                                        | Astronauta                                        |
| ------------------------- | ------------------------------------------------- | ------------------------------------------------- |
| Comandant                 | Charles «Pete» Conrad, Jr. Tercer vol espacial    | Charles «Pete» Conrad, Jr. Tercer vol espacial    |
| Pilot Comandant del Mòdul | Richard F. Gordon, Jr. Segon i últim vol espacial | Richard F. Gordon, Jr. Segon i últim vol espacial |
| Pilot del Mòdul Lunar     | Alan L. Bean Primer vol espacial                  | Alan L. Bean Primer vol espacial                  |

### Tripulació de reserva
| Posició                                                 | Astronauta       | Astronauta       |
| ------------------------------------------------------- | ---------------- | ---------------- |
| Comandant                                               | David R. Scott   | David R. Scott   |
| Pilot Comandant del Mòdul                               | Alfred M. Worden | Alfred M. Worden |
| Pilot del Mòdul Lunar                                   | James B. Irwin   | James B. Irwin   |
| La tripulació de reserva més tard volar en l'Apollo 15. |                  |                  |

### Tripulació de suport
- Gerald P. Carr
- Edward G. Gibson
- Paul J. Weitz

### Directors de vol
- Gerry Griffin, equip daurat
- Pete Frank, equip taronja
- Cliff Charlesworth, equip verd
- Milton Windler, equip granat

## Paràmetres de la missió
- Lloc d'aterratge: W[1]3° 00′ 45″ S, 23° 25′ 18″ O / 3.01239°S,23.42157°O

### Acoblament LM–CSM
- Desacoblat: 19 de novembre de 1969 – 04:16:02 UTC
- Reacoblat: 20 de novembre de 1969 – 17:58:20 UTC

### Activitats extravehiculars (EVAs)

#### Inici EVA 1: 19 de novembre de 1969, 11:32:35 UTC
- Conrad — EVA 1
- Va trepitjar la Lluna: 11:44:22 UTC
- Tornada al LM: 15:27:17 UTC

- Bean — EVA 1
- Va trepitjar la Lluna: 12:13:50 UTC
- Tornada al LM: 15:14:18 UTC

#### Fi EVA 1: 19 de novembre de 15:28:38 UTC
- Duració: 3 hores, 56 minuts, 03 segons

#### Inici EVA 2: 20 de novembre de 1969, 03:54:45 UTC
- Conrad — EVA 2
- Va trepitjar la Lluna: 03:59:00 UTC
- Entrada al LM: 07:42:00 UTC

- Bean — EVA 2
- Va trepitjar la Lluna: 04:06:00 UTC
- Entrada al LM: 07:30:00 UTC

#### Fi EVA 2: 20 de novembre de 07:44:00 UTC
- Duració: 3 hores, 49 minuts, 15 segons